# Lamentación y entierro de Cristo (Rogier van der Weyden)
La Lamentación y entierro de Cristo es una pintura al óleo sobre tabla (96x110 cm) atribuida a Rogier van der Weyden, que data de hacia 1460-1463 y se conserva en la Galería Uffizi en Florencia.

## Historia
La obra es quizá la "tabla del altar [... con] y el sepulcro de Nuestro Señor [...] y cinco otras figuras" que aparece —sin nombre de autor— en el inventario realizado en 1492 a la muerte de Lorenzo el Magnífico. Decoraba la capilla de la villa de Careggi, donde estaba por lo menos desde 1482. Es muy probable que los Medici fueran los mecenas de la obra, como lo habrían sido de la Virgen y el Niño con los Santos hoy en el Städel de Fráncfort del Meno, que se remontaría al viaje del artista a Italia en 1450. "El Descendimiento..." se considera un trabajo posterior.
Otras hipótesis acerca del origen de la tabla suponen que se trate de un tríptico perdido, pintado para Lionello d'Este, y recordado en 1449 (Crowe y Cavalcaselle)[cita requerida], o una pintura descrita por Vasari como obra de Hans Memling.
Se incorpora, sin embargo, el esquema de composición de la pequeña tabla de la Piedad de Fra Angelico pintada en la predela del retablo de San Marco (1438-1443) y hoy en la Alte Pinakothek de Múnich, lo que confirma la hipótesis de una visita a Florencia del artista flamenco durante la peregrinación a Italia en 1449-1450 para el jubileo de Nicolás V, confirmado por De Viribus Illustribus de Bartolomeo Facio (1456 aprox).
Anteriormente en la colección del cardenal Carlo de Medici, en 1666 entró en la galería, donde se menciona en los inventarios de los Uffizi 1666, 1704, 1753 y 1769 y por Filippo Baldinucci se indicó como obra de Durero, en 1822 se atribuyó a Antonio Solario, mientras que más tarde, fue finalmente reconocido como la obra de van der Weyden. En fecha tan tardía como 1989 Dhanens lo atribuyó a Hans Memling, hipótesis desechada después de una reflectografía, publicada en 1992 por Van Asperen de Boer, dio a conocer el dibujo de abajo, claramente la mano de van der Weyden.

## Descripción y estilo

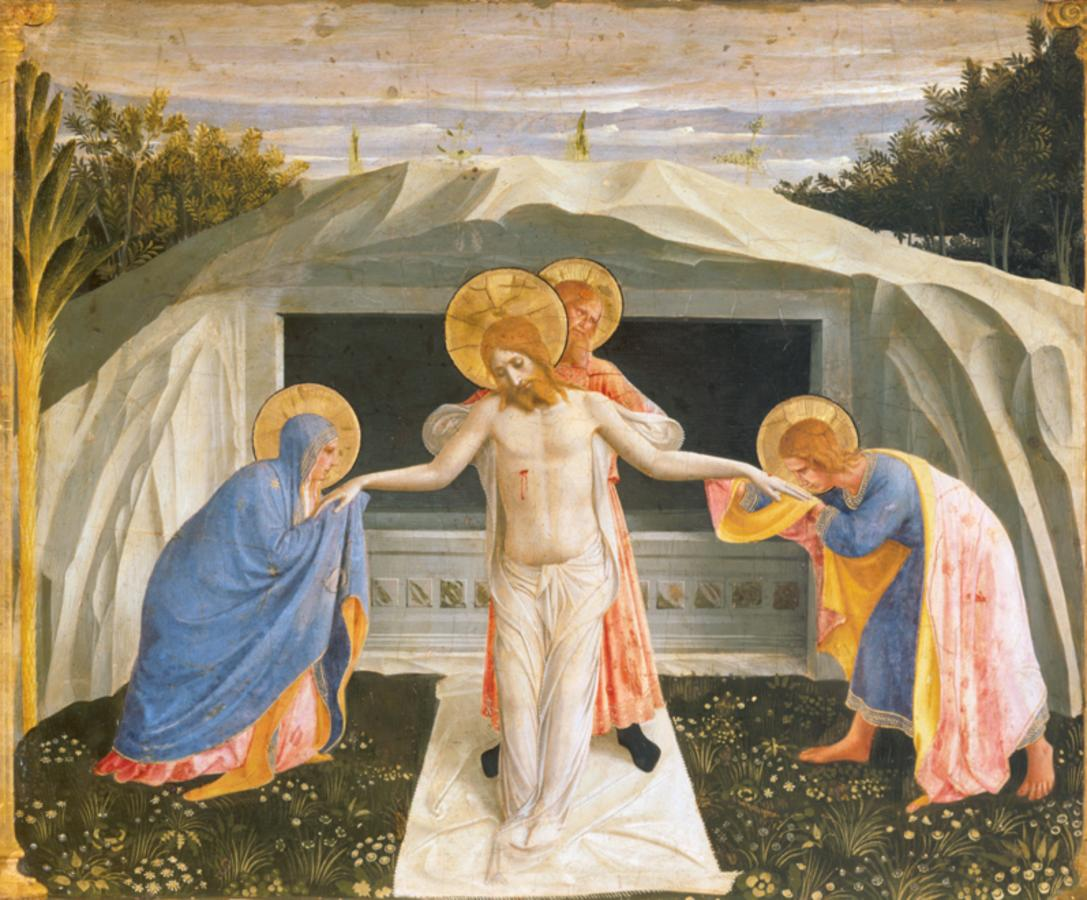
Fra Angelico, Duelo y entierro de Cristo (1438-1443), Alte Pinakothek, Múnich

La pintura tiene una forma rectangular y muestra el entierro de Cristo, mientras que las figuras dolientes de María y San Juan Evangelista lo mantienen por las manos y recreando la postura de la Crucifixión. Jesús, con el apoyo de José de Arimatea, vestido ricamente, y Nicodemo, en el que se oculta un autorretrato del pintor.[cita requerida] En José de Arimatea alguien ha sugerido que es la sombra del retrato de Cosme el Viejo[cita requerida]. A continuación se muestra la figura arrodillada de María Magdalena.
Van der Weyden tenía seguramente en mente la Piedad de Fra Angelico, del cual toma la colocación de los personajes laterales y la apertura rectangular de la tumba en una gruta rocosa.
Para el pintor flamenco fue, sin embargo, imposible de imitar la composición ordenada y solemne del italiano, hecha de rupturas con un análisis ordenado de los planos, de lo contrario habría alterado su visión artística. La escena, de hecho, es más compleja, con un grupo colocado en un semicírculo en torno a Cristo, desequilibrado eje diagonal que va de la Magdalena a Juan a través de la piedra sepulcral. Perpendicular a este eje contrasta la figura de Cristo, un poco inclinada hacia un lado. El punto de vista y la línea del horizonte son más altos, de acuerdo con la visión de "ajuste" de los flamencos, las líneas son rítmicamente rotas y parecen más angostas. Estos elementos hacen que el espectador esté más partícipe, incluso desde el punto de vista emocional. Los colores son más fuertes, la luz más brillante, gracias a la técnica de pintura al óleo.
La síntesis típicamente italiana de Fra Angelico  se contrapone con lo meticuloso y lenticular de los detalles, del nítido paisaje, con las hierbas que crecen en las rocas o una valla de madera.